# 図星でしょ☆
『図星でしょ☆』（ずぼしでしょ）は、嘉門タツオ（旧名・嘉門達夫）18枚目のオリジナル・アルバム。
2000年11月1日にDAIPRO-Xから発売された。

## 概要
前作『かもたつ』から10か月振りに発売。
49枚目のシングル「鼻から牛乳〜世紀末バージョン〜」と同時発売。

## 収録曲
1. ミレニアムの法則
作詞・作曲：嘉門達夫、編曲：中町俊自
48枚目のシングル
2. ナゼナノヨ ミステリアス
3. もうあの娘呼ばない
作詞・作曲：嘉門達夫、編曲：中町俊自
合コンに呼んだは良いが男性陣から相手にされなくて食事してばかりいる女の子を見て誘わなきゃ良かったと嘆く歌。
4. 美学1
5. 唄のワンダーランド〜図星バージョン〜
6. 鼻から牛乳〜世紀末バージョン〜
作詞・作曲：嘉門達夫、編曲：中町俊自
49枚目のシングル
7. これは何かの陰謀だ
作詞・作曲：嘉門達夫、編曲：中町俊自
後に50枚目のシングル「これは何かの陰謀だスペシャル」としてシングルカットされた。
8. 理想のタイプ
作詞・作曲：嘉門達夫、編曲：中町俊自
9. OTASUKE-MAN
10. あるか?イヤない!
作詞・作曲：嘉門達夫
11. オバサン1号
12. 美学2
13. 唄のワンダーランド〜でしょ☆バージョン〜
14. なんとかしなきゃ
作詞・作曲：嘉門達夫、編曲：中町俊自
15. のってこない男
16. オマケ